# Valencia Huracanes
Ne doit pas être confondu avec le club espagnol de football disparu en 2016, le Huracán Valencia CF (es)
Maillots
Le club des  Valencia Huracanes (ou Ouragans de Valence en français) est un club de rugby à XIII espagnol basé à Valence,  dans la province autonome de Valence.
Créé en 2019, ce club, qui dispute le championnat espagnol de première division,  a l'ambition de disputer  la League 1 en 2021 (troisième division anglaise de rugby à XIII).
A l'issue d'une campagne médiatique, particulièrement suivie dans les pays anglo-saxons,,  il parvient à monter une équipe pour disputer un premier match amical en 2020 face aux Anglais de Featherstone, le 11 janvier 2020, un autre étant prévu en Grande-Bretagne . 
La même année, l'équipe envisage, avec celle d'Espagne, de se rendre aux Philippines disputer un match amical. 

## Joueurs ou personnalités notables
Peu avant le premier match du club face aux anglais de Featherstone en 2020, des noms de joueurs sont annoncés aux médias.  Il s'agit principalement d'internationaux espagnols tels que Romero Diaz, Ruben Romero Diaz et Ruben Olivares Munoz. Néanmoins, on annonce une arrivée majeure en 2021, le joueur australien Ben Barba est pressenti pour rejoindre l'équipe.